# Rivière sans retour (chanson)
Pour les articles homonymes, voir Rivière sans retour.
Clip vidéo
[vidéo] « Marilyn Monroe - River Of No Return (1954) », sur YouTube
La Rivière sans retour (River of No Return, en anglais) est une chanson d'amour américaine, composée par Lionel Newman, avec des paroles de Ken Darby, enregistrée en single chez RCA Records par Marilyn Monroe,, pour la musique du film Rivière sans retour de la 20th Century Fox de 1954, une des chansons mythiques de sa carrière et du cinéma américain,

## Historique

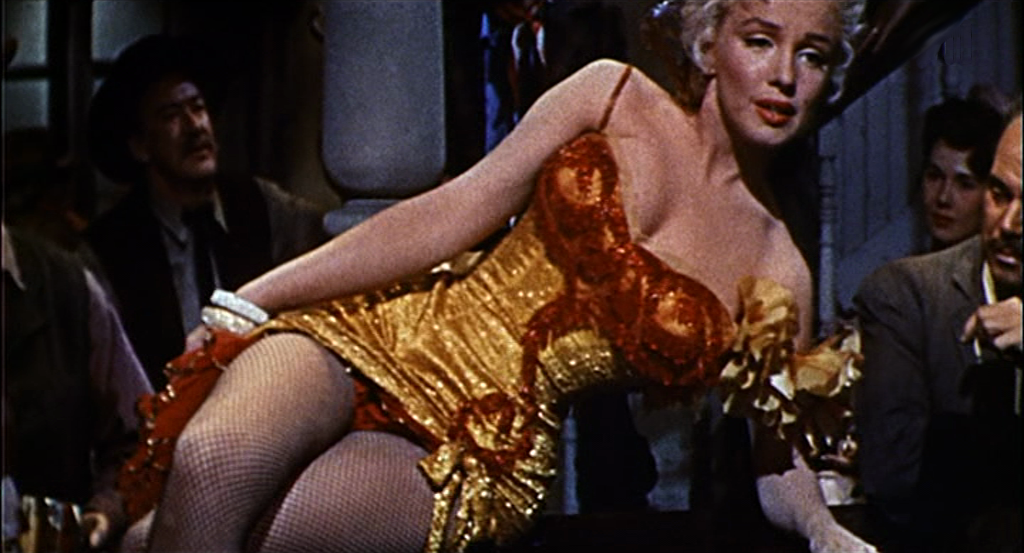
Marilyn Monroe, dans le film Rivière sans retour de 1954.

Cette chanson d'amour est écrite et composée en 1954 pour le film western Rivière sans retour, de la 20th Century Fox, avec les deux stars d'Hollywood Marilyn Monroe et Robert Mitchum,. Marilyn Monroe l’interprète en tant que chanteuse de saloon à la fin du film, avant de partir vivre avec Matt Calder (Robert Mitchum) et son fils « Si vous écoutez vous l'entendrez qui appelle, il y a une rivière qu'on appelle la rivière sans retour, elle est tantôt paisible, tantôt sauvage et libre, l'amour est un voyageur sur la rivière sans retour, emporté à jamais, pour être perdu dans les flots tumultueux, j'entends la rivière qui appelle (sans retour, sans retour), là où mugissent les chutes d'eau, j'entends mon amant qui appelle : viens à moi (sans retour, sans retour)... ».
À l'image du scénario du film, Marilyn Monroe épouse en janvier 1954 la légende du baseball américain Joe DiMaggio, et déclare alors à la presse « Ma principale ambition est, maintenant, de me consacrer à mon mariage ».

## Cinéma, musique de film
- 1954 : Rivière sans retour , d'Otto Preminger, interprétée par Marilyn Monroe.